# Китайські новомученики
Китайські новомученики — православні, які загинули під час заколоту їх етуанів (боксерів) в Пекіні. Вшановуються як православні святі, пам'ять відбувається 11 (24) червня.

## Хід подій та подальше шанування
Ще за наказом Петра Першого до Пекіна вирушила Російська духовна місія.
На початку XX століття в Пекіні було кілька сотень православних християн. Майже всі вони прийняли мученицьку смерть під час повстання їхетуанів проти іноземного втручання в економіку, внутрішню політику та релігійне життя Китаю.
Влітку 1900 учасники «боксерського повстання» в Китаї проголосили своєю метою боротьбу з іноземним впливом у країні, як одне з гасел висунувши війну з Християнською церквою і зверненими в християнство китайцями.
Як стверджується, члени таємного «суспільства гармонії та справедливості» (китайською «іхетуань», 義和團) вірили, що як тільки вони винищуть усіх християн, Китай стане наймогутнішою імперією в Азії. За іншими думками, боротьба з християнством була фактично бунтом проти колоніалізму, поєднуючись з погромами телеграфних ліній, залізниць та антиманьчжурськими виступами.
Всього під час повстання загинуло 30 000 християн різних конфесій.
222 особи з загиблих було впізнано, їхні мощі зібрано.
11 жовтня 1901 начальник 18-ї Російської духовної місії архімандрит Інокентій (Фігуровський) представив Святійшому синоду пойменний список 222 православних китайців і клопотав про дозвіл на їхню пам'ять влаштувати на місці зруйнованої місійської церкви в Пекіні. Указ Російського імператора з Синоду за номером 2874 від 22 квітня 1902 дозволив влаштувати в Пекіні храм на «честь Усіх Святих Мучеників Православної Церкви зі склепом для поховання в ньому кісток побитих православних китайців і встановленням для православної громади». (за новим стилем 23-24 червня) з хресним ходом до місць побиття православних християн. Після зведення останки мучеників були поховані у його крипті. Китайським новомученикам ще до 1917 складено особливу службу і написано ікону.
У роки «культурної революції» храм зруйновано, крипта затоплена.
Визначенням Архієрейського собору Російської православної церкви від 3 лютого 2016 встановлено загальноцерковне шанування «священномученика Митрофана пресвітера і з ним постраждалих мучеників багатьох, які прийняли мученицькі вінці в 1900 в Пекіні».